# Vittore Carpaccio

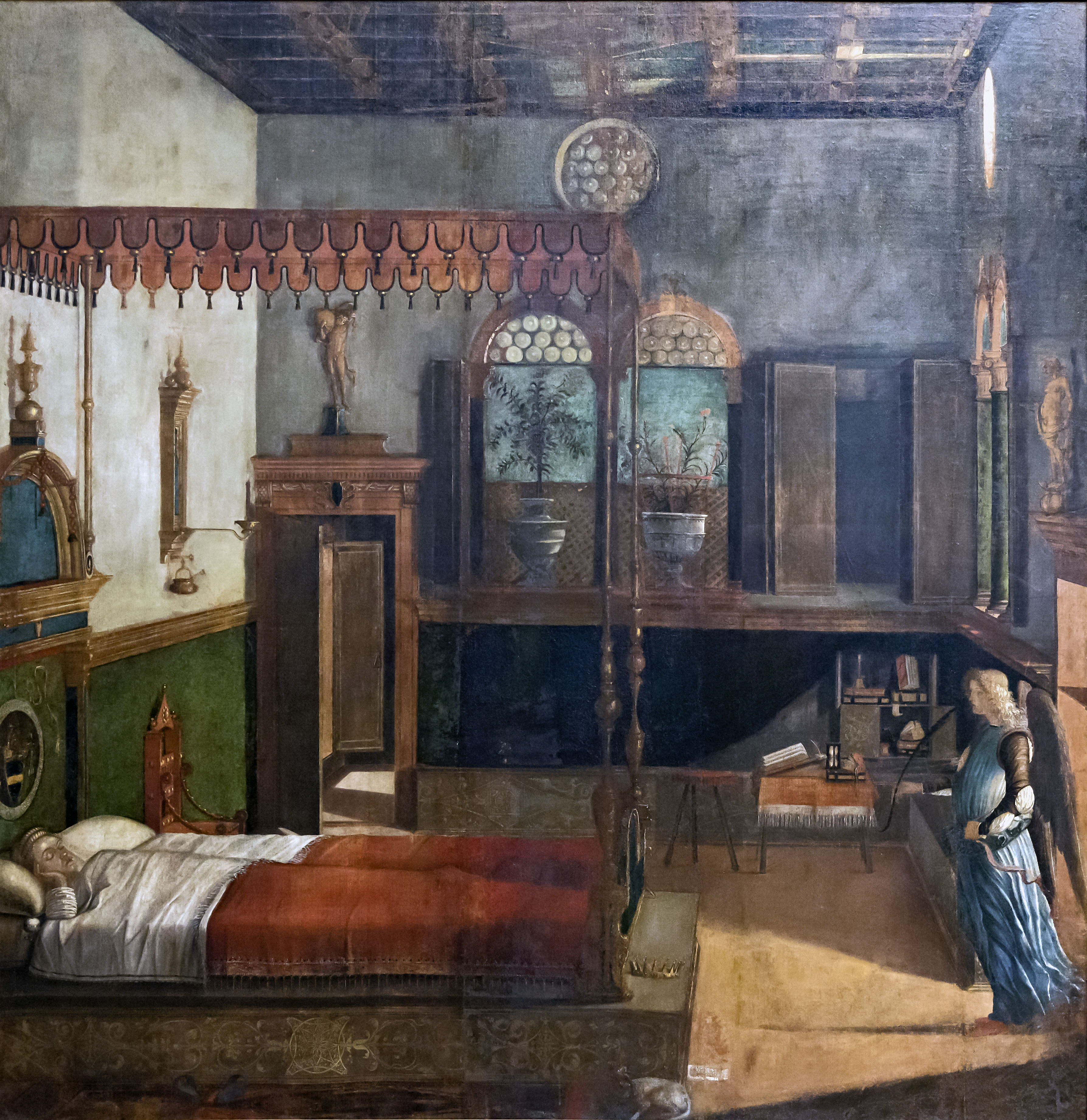
De droom van Ursula (1495)

Vittore Carpaccio (wrsch. Venetië, ca. 1455 - Capodistria, 1525/1526) was een Venetiaanse schilder. Hij werd vooral bekend door de negen schilderijen over de legende over de Heilige Ursula. Zijn schilderijen werden vooral in rood en wit geschilderd en behoren tot de hoogrenaissance.
Van zijn leven is weinig bekend. Zelfs over zijn geboorte- en sterfdatum zijn historici het niet eens. Hij werd rond 1455 geboren in Venetië als zoon van een leerhandelaar met de naam Piero Scarpazza. Hij zou later zelf zijn achternaam veranderen in Carpaccio.
Waarschijnlijk is hij in de leer geweest bij Gentile Bellini en Lazzaro Bastiani. Verder lijkt hij erg geïnspireerd door Cima da Conegliano.
In de twintigste eeuw werd het gerecht carpaccio naar hem genoemd.